# Daton Fix
Daton Fix (Tulsa, 11 marzo 1998) è un lottatore statunitense, specializzato nella lotta libera e greco-romana, vicecampione iridato ai mondiali di Oslo 2021..

## Biografia
Ha rappresentato gli Stati Uniti ai Giochi olimpici giovanili di Nanchino 2014, dove si è aggiudicato la medaglia d'argento nella categoria lotta libera -54 chilogrammi, concludendo alle spalle del kazako Mukhambet Kuatbek.
Ai Giochi panamericani di Lima 2019 si è laureato campione continentale del torneo di lotta libera -57 kg, sconfiggendo in finale il dominicano Juan Ramírez.
È divenuto vicecampione iridato ai mondiali di Oslo 2021, perdendo in finale con Abasgadži Magomedov nella finale della categoria 61 chilogrammi.

## Palmarès
- Mondiali

Oslo 2021: argento nei 61 kg.
- Giochi panamericani

Lima 2019: oro nella lotta libera -57 kg.
- Giochi olimpici giovanili

Nanchino 2014: argento nei -54 kg.